# 冈罗克
冈罗克（法語：Guenroc，法語發音：[ɡɛ̃ʁɔk]）是法国阿摩尔滨海省的一个市镇，位于该省东部，属于迪南区。

## 地理
冈罗克（48°19'2"N, 2°4'30"W）面积7.39 平方千米，位于法国布列塔尼大區阿摩尔滨海省，该省份为法国西北部沿海省份，位于布列塔尼半岛北部，北濒大西洋英吉利海峡，西接菲尼斯泰尔省，南至莫尔比昂省，东临伊勒-维莱讷省。
与冈罗克接壤的市镇（或旧市镇、城区）包括：科讷、吉泰、普卢阿讷、普吕莫当、圣马当。

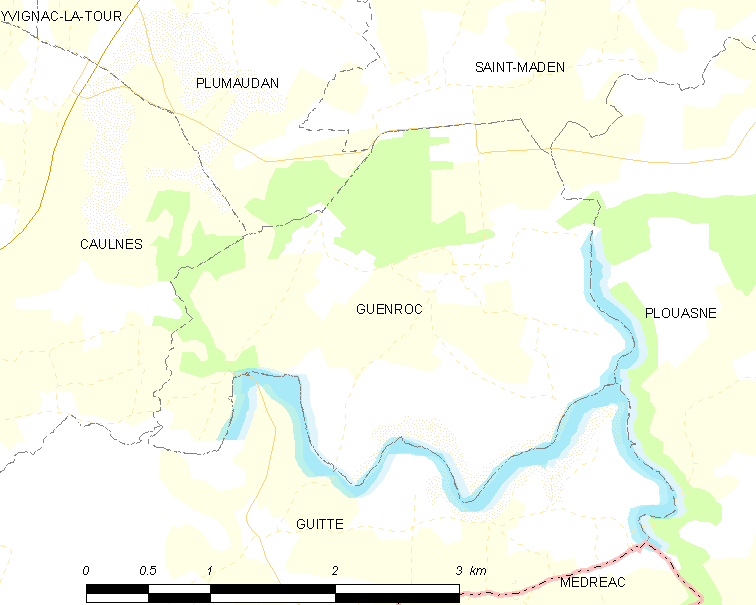
冈罗克的OSM定位图

冈罗克的时区为UTC+01:00、UTC+02:00（夏令时）。

## 行政
冈罗克的邮政编码为22350，INSEE市镇编码为22069。

## 政治
冈罗克所属的省级选区为布龙县。

## 人口

1962-2008年间冈罗克人口变化图示

冈罗克于2022年1月1日时的人口数量为217人。